# Arnau Tordera i Prat

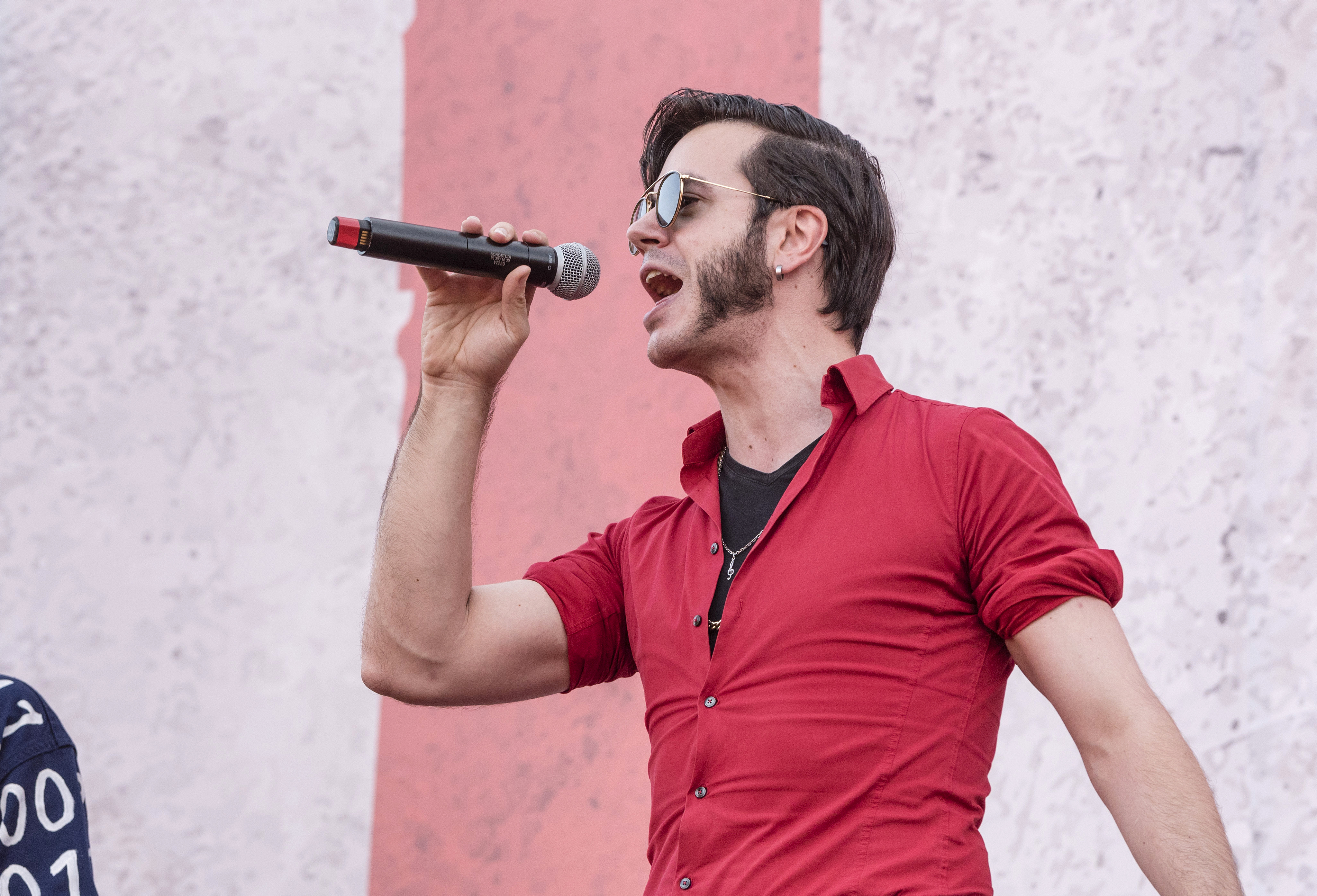
Arnau Tordera (2018)

Arnau Tordera i Prat (* 1986 in Tona, Osona, Katalonien), auch bekannt unter dem Künstlernamen Arnau Tordera I, ist ein katalanischer Komponist, Gitarrist, Sänger und Schauspieler. Er ist bekannt als Gitarrist, Sänger und Frontmann der Band Obeses.

## Biografie
Er hat einen Abschluss in Philosophie von der Autonomen Universität Barcelona (UAB) und eine musikalische Ausbildung in Komposition an der ESMUC, in moderner Musik am Taller de Músics in Barcelona sowie in klassischer Gitarre am Konservatorium Vic erhalten.
Im Jahr 2002 gründete er die Metal-Band Segle XIII, die sich in der katalanischen Progressive-Metal-Szene etablierte. Mit Obeses veröffentlichte er unter anderem die Alben Obesisme Il·lustrat (2011), Zel (2013), Monstres i Princeses (2015), Verdaguer, ombres i maduixes (2017) und Fills de les estrelles (2018). Seine Abschlussarbeit an der ESMUC war die multimediale Aufführung Obeses 3D, gekoppelt an das Album Monstres i Princeses, gemeinsam mit der Banda Municipal de Barcelona.
In seinen Kompositionen legt er großen Wert auf gleichermaßen inhaltliche wie ästhetische Tiefe, mit vielfältigen Stilen, ausgeklügelten Arrangements und starken Kontrasten.
Er komponierte Arrangements für verschiedene Theater- und Filmproduktionen. Seit 2011 schreibt er Kolumnen für die Meinungsrubrik von Osona.com.
2014 trat er bei der Eröffnungszeremonie zum 300-jährigen Gedenken an 1714 mit dem Lied El cant dels ocells auf. Von April bis Mai 2015 spielte er die Rolle des Kellners Guillaume in Dürrenmatts Frank V am Teatre Lliure.
Am 10. September 2016 trat er beim katalanischen Nationalfeiertag mit dem Lied Venim del nord, venim del sud von Lluís Llach auf.
Er moderiert die Radiosendung El Secret de l’èxit auf El món a RAC1 und ist der Moderator der Fernsehsendung El bolo auf TV3.
2022 komponierte er die Musik zur Oper La gata perduda mit Libretto von Victoria Szpunberg – uraufgeführt im Gran Teatre del Liceu – mit Beteiligung von 400 Bewohnern aus dem Raval.
Im Laufe seiner Karriere entwickelte Tordera zahlreiche Crossover-Projekte zwischen klassischer Musik, traditioneller katalanischer Musik und Popkultur. 2017 präsentierte er das musiktheatralische Werk El joglar, ein Konzert- und Bühnenprojekt mit Rezitationen und Musikinterpretationen von klassischer bis populärer Musik.
2020 veröffentlichte er das Bühnenprogramm Sardana Superstar, eine moderne Hommage an die sardana als kulturelles Symbol Kataloniens, mit neuen musikalischen Arrangements und szenischer Inszenierung.
Ein weiteres bemerkenswertes Projekt ist Deixa’t estar de romanços (2021), ein musikalisches Schauspiel in Zusammenarbeit mit dem Schauspieler Oriol Genís und der Companyia Teatre de l’Aurora, das sich mit der mündlichen Überlieferung katalanischer Romanzen beschäftigt.
Bereits 2019 hatte Tordera die Kinderkantate La Màquina del temps komponiert, die mit dem Preis Josep Anselm Clavé für Chormusik ausgezeichnet wurde.

## Auszeichnungen und Ehrungen
- 3. Teresa-Rebull-Preis (2018) – für das Duo «Les cançons seran sempre nostres» mit Magí Canyelles.[16]
- Rotllana-Preis (2019) – für seinen Beitrag zur Verbreitung der sardana.[17]
- Anselm-Clavé-Preis (2019) – für die Produktion La Màquina del Temps.[18]
- Capital-de-la-Sardana-Preis (2021) – für innovative sardana-Vermittlungsinitiativen.[19]

## Diskografie
Solo
- La Màquina del temps – Cantata infantil (2019), mit Secretariat de Corals Infantils de Catalunya.[20]
- Cançó d’un doble amor (2020), Vertonung eines Gedichts von Josep Carner.[21]

Mit Segle XIII
- Entre dos mons (2004)
- Els set pecats capitals (Single 2008)

Mit Obeses
- Obesisme Il·lustrat (2011)
- Zel (2013)
- Weitere Singles und Alben bis 2018